# Mehrdasht
Mehrdasht (farsi مهردشت) è una città dello shahrestān di Abarkuh, circoscrizione di Bahman, nella provincia di Yazd in Iran. Aveva, nel 2006, una popolazione di 7.201 abitanti. Si trova a sud di Abarkuh. 